# Chijarat Dannun
Chijarat Dannun (arab. خيارة دنون) – miasto w Syrii, w muhafazie Damaszek. W 2004 roku liczyło 3645 mieszkańców.